# Oden (Arkansas)
Pour les articles homonymes, voir Oden (homonymie).
Oden est un village situé dans l’État américain de l'Arkansas, dans le comté de Montgomery.